# Наџва Карам
Наџва Карам (енгл. Najwa Karam, арап. نجوى كرم) је једна од најпопуларнијих арапских певачица родом из Либана. Рођена је 26. фебруара 1966. у месту Захле, Либан.
Каријеру је започела 1980. а нагли успон доживљава деведесетих година. Одликује је врло карактеристички глас и чисти либански акцент. Наџва Карам је редовна учесница арапских и осталих светских фестивала.

## Албуми
- 1989: Ya Habayeb
- 1992: Shams el-Ghinnieh
- 1993: Ana Ma'akon
- 1994: Naghmet Hob
- 1995: Ma Bassmahlak
- 1996: Hazi Helo
- 1997: Ma Hada La Hada
- 1998: Maghroumeh
- 1999: Rouh Rouhi
- 2000: Oyoun Qalbi
- 2001: Nedmaneh (4 милиона проданих плоча)
- 2002: Tahamouni
- 2003: Saharni
- 2004: Shu Mghaira..!
- 2005: Kibir'el Hob